# Genrich Jagoda
Genrich Grigorjevitj Jagoda (Генрих Григорьевич Ягода), ursprungligen Herschel Jehuda, född 19 november 1891 i Rybinsk i Guvernementet Jaroslavl, död 15 mars 1938 i Moskva (avrättad), var chef för den sovjetiska säkerhetspolisen NKVD från 1934 till dess han ersattes med Nikolaj Jezjov 1936.

## Biografi
Jagoda föddes och var son till en judisk hantverkare i Rybinsk. Jagoda blev redan under skoltiden medlem av en revolutionär sammanslutning och 1907 av bolsjevikpartiet. 1911 arresterades han och förvisades men frigavs 1913 och deltog 1915–1917 i första världskriget.  
Han tog aktiv del i oktoberrevolutionen 1917 och blev 1920 ledamot av tjekans presidium och blev med tiden Vjatjeslav Menzjinskijs närmaste man. 1924 blev Jagoda vice ordförande i OGPU (Sovjetunionens politiska polis) och i praktiken dess faktiske ledare. I denna egenskap skärpte han den röda terrorn, utvidgade OGPU:s verksamhetsområden och organisation samt förberedde dess omdaning till folkkommissariatet för inrikes ärenden, NKVD, vars förste chef han blev 1934.
Efter oktoberrevolutionen 1917 gjorde han karriär inom tjekan. 1934 förgiftades Menzjinskij av Jagoda, som sedan efterträdde sitt offer som chef för NKVD. Jagoda ansågs som en njutningsmänniska, begiven på hasardspel och kvinnor. 
Efter att i början av 1930-talet på den högsta partiledningens uppdrag ha utfört vidsträckta rensningsaktioner inom parti, statsapparat och armé entledigades Jagoda i september 1936 från inrikeskommissarieposten, utnämndes till folkkommissarie för post- och telegrafväsendet men avlägsnades i april 1937 även från denna post och arresterades. I samband med den processen mot den s.k. högeroppositionen och trotskisterna under Moskvaprocesserna i mars 1938 blev Jagoda anklagad för att tillsammans med Nikolaj Bucharin och Aleksej Rykov ha stått i spetsen för en föregiven komplott mot sovjetregimen i syfte att återinföra den kapitalistiska samhällsordningen samt för delaktighet i mord på författaren Maksim Gorkij, före detta OGPU-chefen Vjatjeslav Menzjinskij med flera och mordförsök på sin efterträdare som inrikesfolkkommissarie Nikolaj Jezjov. Jagoda erkände under processen sin skuld, dömdes jämte 17 andra anklagade till döden och avrättades genom arkebusering.